# Doeringiella baeri
Doeringiella baeri är en biart som först beskrevs av Joseph Vachal 1904.  Doeringiella baeri ingår i släktet Doeringiella och familjen långtungebin. Inga underarter finns listade i Catalogue of Life.